# Герасимов, Алексей Ильич
Алексе́й Ильи́ч Гера́симов (7 октября 1931, д; Полково, Рязанский район, Рязанская область, РСФСР — 4 марта 2015) — звеньевой совхоза «Заборьевский», Рязанского района Рязанской области, Герой Социалистического Труда.

## Биография
В 1955 году поступил на работу в совхоз «Заборьевский» Рязанского района Рязанской области и сразу был назначен звеньевым механизированного картофелеводческого звена.
Работал в этой должности до выхода на пенсию.
На протяжении нескольких лет возглавляемое им звено добивалось значительных результатов. За выдающиеся производственные достижения, успешное выполнение заданий, проявленную трудовую доблесть ему было присвоено звание Героя Социалистического Труда.